# Muneville-le-Bingard
Muneville-le-Bingard ist eine französische Gemeinde mit 730 Einwohnern (Stand: 1. Januar 2022) im Département Manche in der Region Normandie. Sie gehört zum Arrondissement Coutances und zum Kanton Agon-Coutainville. Die Einwohner werden Munevillais genannt.

## Geographie
Muneville-le-Bingard liegt auf der Halbinsel Cotentin, etwa zwölf Kilometer nordnordwestlich von Coutances, am Fluss Ay. Im Nordosten der Gemeinde entspringt der Sèves. Umgeben wird Muneville-le-Bingard von den Nachbargemeinden La Feuillie im Norden und Nordwesten, Millières im Norden und Nordosten, Saint-Sauveur-Villages im Osten und Süden, Gouville-sur-Mer im Süden und Südwesten, Geffosses im Westen sowie Pirou im Nordwesten.

## Bevölkerungsentwicklung
| Jahr                       | 1962 | 1968 | 1975 | 1982 | 1990 | 1999 | 2006 | 2018 |
| Einwohner                  | 745  | 684  | 645  | 573  | 480  | 540  | 620  | 699  |
| Quellen: Cassini und INSEE |      |      |      |      |      |      |      |      |

## Sehenswürdigkeiten
- Kirche Saint-Pierre aus dem 15. Jahrhundert, Monument historique

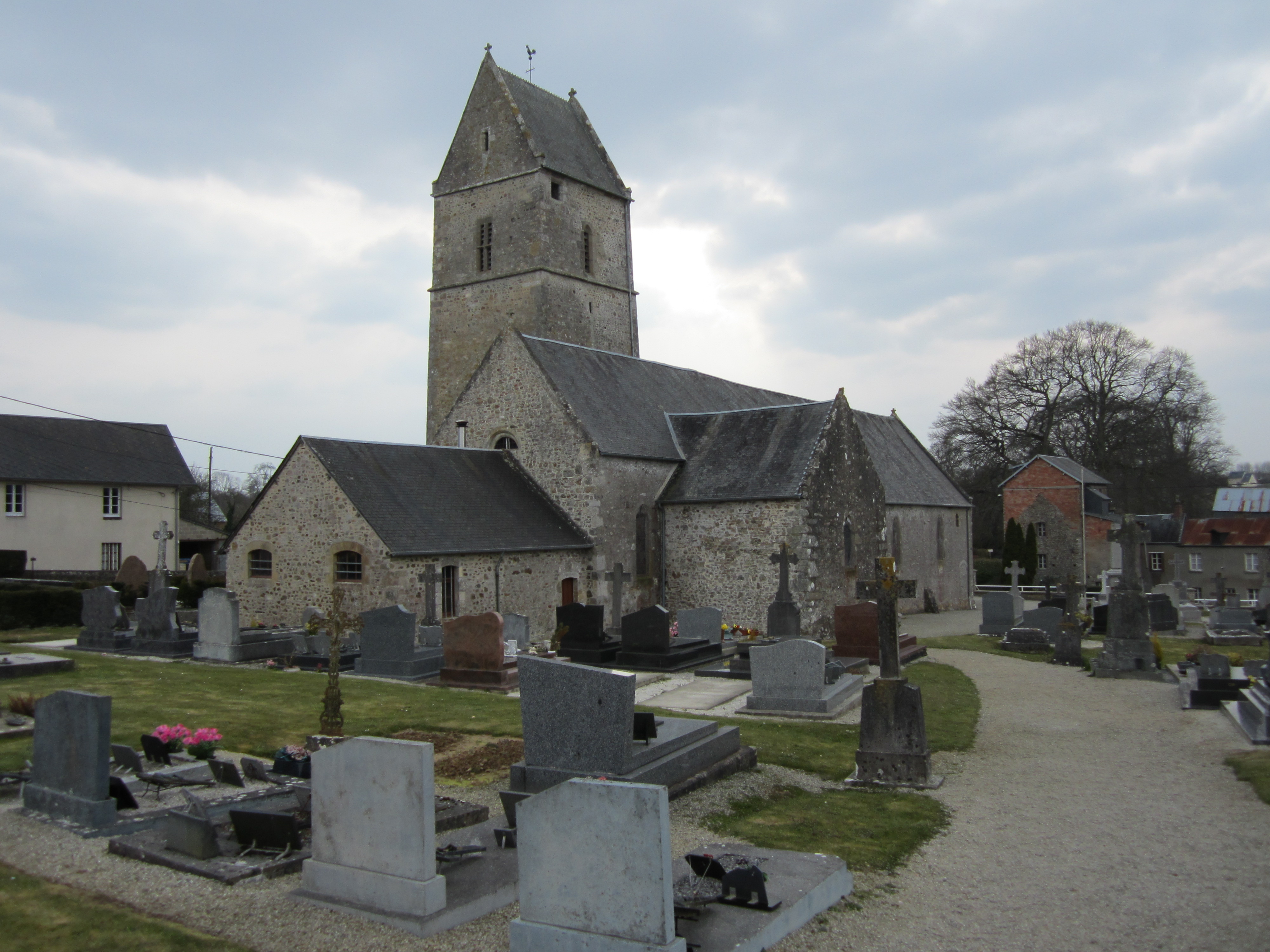
Kirche Saint-Pierre